# شناگر سرخ

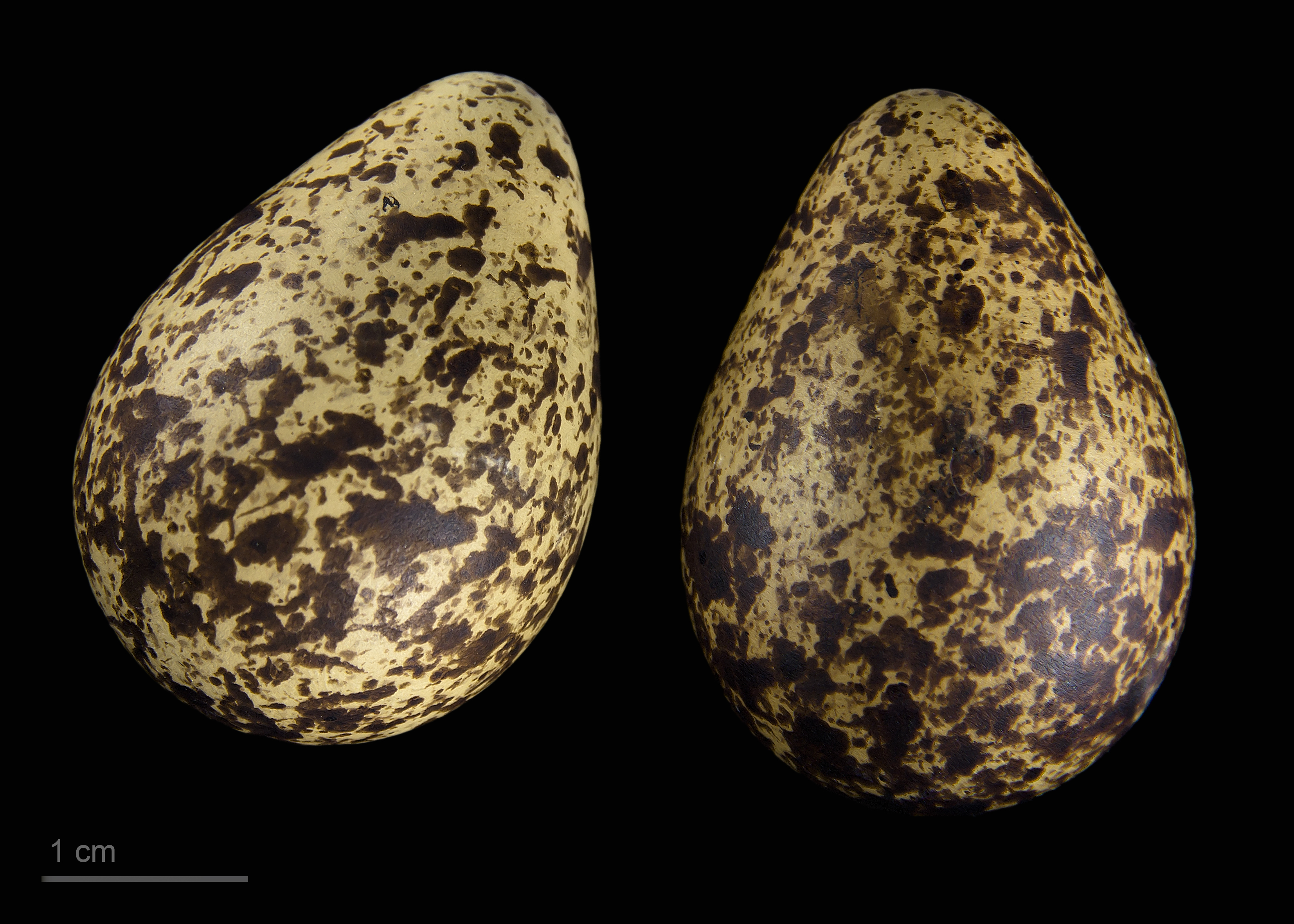
Phalaropus fulicarius

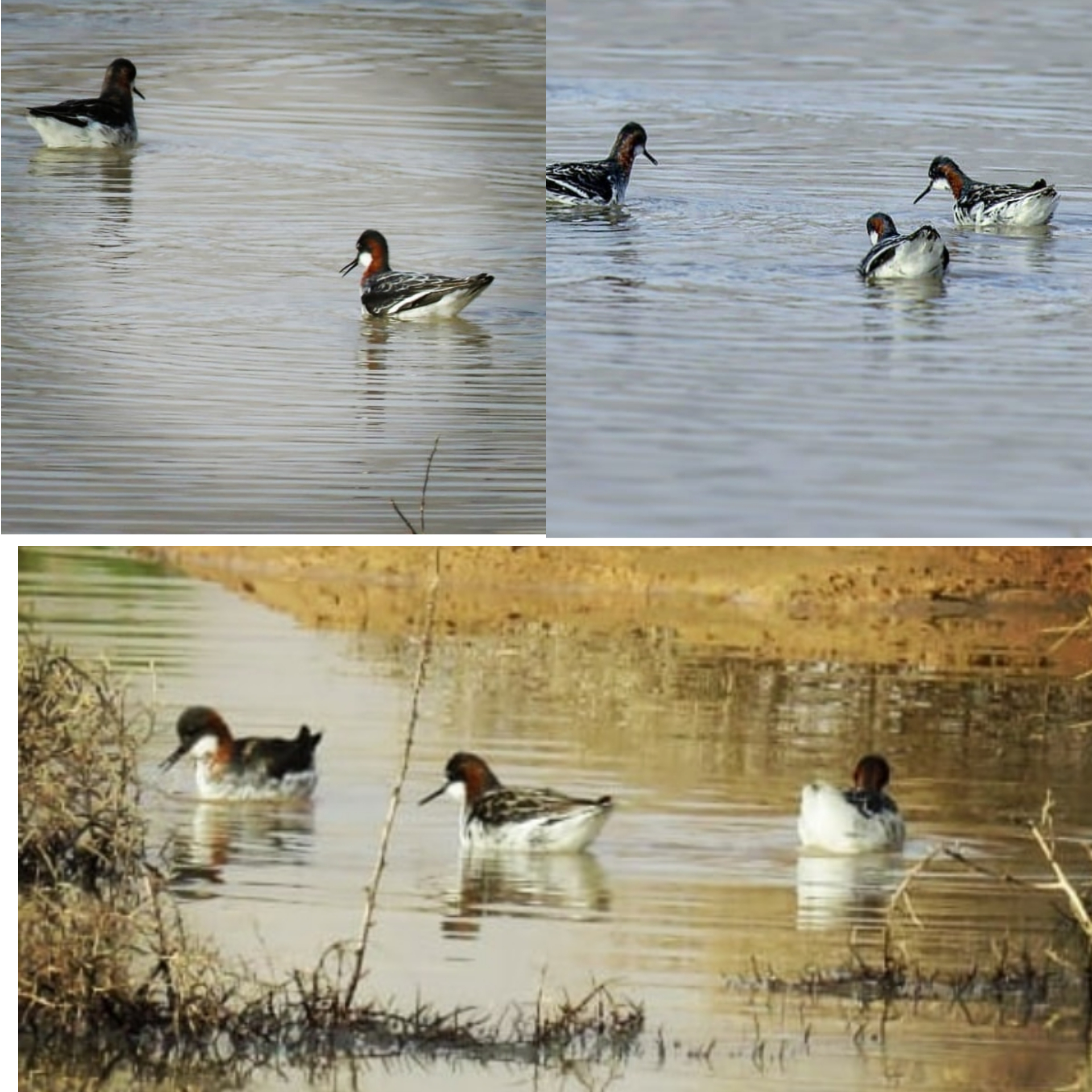
فالاروپ های گردن سرخ در بند خاکی روستای دولت آباد بافق

شناگر سرخ یا فالاروپ سرخ (نام علمی: Phalaropus fulicarius) نام یک گونه از سرده شناگر است.گونه گردن سرخ این پرنده در آبگیر فصلی روستای دولت آباد بافق دیده شده است